# 김천 직지사 대웅전 삼존불탱화
김천 직지사 대웅전 삼존불탱화(金泉 直指寺 大雄殿 三尊佛幀畵)는 대한민국 경상북도 김천시 직지사 대웅전에 그려진 후불 탱화 3점이다. 1980년 8월 23일 대한민국의 보물 제670호로 지정되었다.
약사여래불화(좌)는 6m×2m 2, 석가여래불화(중)는 6m×2.4m 3, 아미타불화(우)는 6m×2m이다.
영조 11년(1735년) 대웅전 중건 때 진기, 지영 두 스님이 불화를 그리기 시작하여 9년 만인 영조 20년(1744년) 5월에 완성, 봉안했다. 중앙의 그림은 석가여래를 중심으로 문수·보현 두 보살과 범천·체석천 및 십대제자를 배치했다. 왼쪽 그림은 약그릇을 든 약사여래가 중앙에 안좌하고 주위에 일광·월광 등 8보살과 사천왕 12신장이 에워쌌다. 오른쪽 그림은 아미타불을 중심으로 관음·세지 등 보살과 신장들이 둘러싼 구도이다. 전체적으로는 짜임새 있는 구성으로 안정감이 있고, 비범한 묘사와 정교한 장식표현은 생동감이 있으며, 주위에 그려진 범서가 특이하다.

## 개요
직지사대웅전삼존불탱화(直指寺大雄殿三尊佛幀畵)는 직지사 대웅전에 봉안된 후불탱화로 비단바탕에 채색되었다. 탱화란 천이나 종이에 그림을 그려 액자나 족자형태로 만들어지는 불화로, 일반적으로 이 직지사처럼 대웅전 본존불의 뒷벽에 위치한다. 조선 후기에는 대웅전이나 대광명전 등에 흔히 3폭의 불화를 봉안하는 것이 두드러진 특징인데, 이 불화도 그러한 형식을 따르고 있다. 중앙에 석가여래의 영산회상도, 왼쪽에 약사회도, 오른쪽에는 아미타불의 극락회도를 배치하였다. 
중앙에 배치된 불화는 석가가 영취산에서 여러 불·보살에게 설법하는 모습을 그린 영산회상도이다. 화면의 중앙에 석가불이 있고 좌우에 8보살과 10대제자, 사천왕 등이 그려져 있으며 둘레에 많은 범문을 써 놓았다. 왼쪽 어깨에만 옷을 걸친 석가불은 악귀를 누르는 항마촉지인의 손모양을 하고 있다. 비교적 균형잡힌 체구와 둥근 얼굴에 부드러운 표정을 짓고 있으며, 머리광배와 몸광배를 세밀하게 그렸다. 
왼편에 있는 약사회도는 화면의 중앙에 약합을 든 약사여래가 앉아 있고 그 주위에 8대보살과 사천왕, 12신장 등이 에워싸고 있는 복잡한 구도이다. 본존불의 신체는 건장하고 당당한 모습인데 비하여 얼굴은 지극히 작은 눈과 입 등이 매우 단아하고 엄숙한 인상을 풍긴다. 이러한 모습과 등뒤의 물결무늬 원형광배, 옷의 문양표현 등이 18세기 불화의 시대적 양식을 잘 보여주고 있다. 
오른편의 아미타회상탱화는 중앙에 아미타불을 두고 관음보살과 세지보살을 비롯하여 신장상 등이 주위를 둘러싼 구도이다. 
이 세 폭의 탱화는 영조 20년(1744) 세관(世冠), 신각(神覺), 밀기(密機) 등 10여명의 화승들이 그린 것을 염불도인(念佛道人) 진기와 지영(智英)스님이 증명한 것으로 전체적으로 짜임새 있는 구성과 뛰어난 묘사력, 안정감 있는 색감 등으로 당시 불화를 대표하는 걸작에 속한다.

## 세부 내역
| 번호    | 사진 | 명칭                                                                          | 비고 |
| 670-1호 |      | 직지사대웅전삼존불탱화-영산회상탱화 (直指寺大雄殿三尊佛幀畵-靈山會上幀畵)     |      |
| 670-2호 |      | 직지사대웅전삼존불탱화-아미타회상탱화 (直指寺大雄殿三尊佛幀畵-阿彌陀會上幀畵) |      |
| 670-3호 |      | 직지사대웅전삼존불탱화-약사회상탱화 (直指寺大雄殿三尊佛幀畵-藥師會上幀畵)     |      |

## 참고 자료
- 김천 직지사 대웅전 삼존불탱화 - 국가유산청 국가유산포털
- 이 문서에는 다음커뮤니케이션(현 카카오)에서 GFDL 또는 CC-SA 라이선스로 배포한 글로벌 세계대백과사전의 내용을 기초로 작성된 글이 포함되어 있습니다.